# 1965年香港市政局選舉
1965年香港市政局選舉於1965年3月3日舉行，由合資格選民 (具有陪審員資格等23種人士) 投票選出6位民選議員，任期4年；本屆選舉一共有12人參選。

## 選舉情形
本次選舉為1961年香港市政局選舉之換屆選舉，投票站設有五處，分別為香港大會堂、尖沙咀碼頭東側候船室、北角邨北角官立小學、香港仔官立小學及旺角伊利沙伯中學，投票人數為6,492人，由於政府將民選市政局議席由八席擴為十席，故此本次選須選出六名議員（四席為任期屆滿替補，兩席為增額），而選民須在十二名候選人中圈選兩人，據當時報紙報導，率先投票的數人為候選人張有興、胡百富，之後是立法局議員利銘澤、簡悅強、關祖堯及九龍總商會理事長謝伯昌。而選舉期間，有「香港工黨」副主席曾健士及秘書長史潔頓等數人，在投票站舉牌抗議，認為香港人口已達四百萬，但選民人口卻得兩萬，是十分不合理。
此次有十二名候選人，上屆合作的香港革新會和香港公民協會沒有再組聯合陣線，而且各提名六人參選，革新會分別為貝納祺、鍾愛理遜、沈澄、胡鴻烈、黃博度及楊少初，而公民協會則提名李耀波、胡百富、張有興、潘鍾赤、王幸利及李仲賢。

## 當選名單
- 貝納祺：御用大律師、香港革新會會長
- 鍾愛理遜：醫生、香港家庭計劃指導會成員
- 胡鴻烈：大律師、香港蘇浙同鄉會理事，後來創辦樹仁大學，現仍為該校校監
- 李耀波：文憑教師、右派香港教師會創辦人、九龍樂善堂常務總理
- 胡百富：牙醫、香港公民協會主席，其兄長為大律師胡百全，其媳婦為現任公民黨主席余若薇
- 張有興：商人、香港公民協會秘書長，後在1981年成為首位華人市政局主席，女兒張天愛現為社交名媛、名時裝設計師。

## 選舉結果
| 政治聯繫 | 候選人   | 所得票數 |
| -------- | -------- | -------- |
| 革新會   | 貝納祺   | 4,192    |
| 革新會   | 鍾愛理遜 | 3,913    |
| 革新會   | 胡鴻烈   | 3,828    |
| 公民協會 | 李耀波   | 3,768    |
| 公民協會 | 胡百富   | 3,616    |
| 公民協會 | 張有興   | 3,520    |
| 革新會   | 沈澄     |          |
| 革新會   | 黃博度   |          |
| 革新會   | 楊少初   |          |
| 公民協會 | 李仲賢   |          |
| 公民協會 | 潘鍾赤   |          |
| 公民協會 | 王幸利   |          |